# L'Arche (Tual)
Pour les articles homonymes, voir L'Arche.
L'Arche est une œuvre de l'artiste français Pierre Tual. Il s'agit d'une sculpture abstraite en acier créée en 1989, elle est installée à Paris, en France.

## Description
L'œuvre est une sculpture monumentale en acier peint de 3,80 m de hauteur, pour 5,80 m de long sur 2,40 m de large. L'œuvre est peinte d'une couleur unie, verte. Elle prend la forme d'une arche composée de plusieurs éléments joints basés sur des formes abstraites. Les deux bases principales de l'arche sont deux formes trapézoïdales, d'où partent deux arcs de cercle qui se terminent à deux hauteurs différentes et sont reliés par un dernier élément de forme triangulaire. Un dernier arc de cercle débute sur ce triangle mais se dirige vers le sol, au niveau duquel il rejoint un élément rectangulaire, placé à peu près au milieu de la structure.

## Localisation
La sculpture est installée depuis 1989 sur la rue de la Jussienne, dans le 2e arrondissement de Paris. La rue de la Jussienne s'élargit pour former une sorte de placette pavée juste avant de déboucher sur la rue Étienne-Marcel et la sculpture profite de cet emplacement.

## Artiste
Pierre Tual (né en 1941) est un sculpteur français.